# Museu Anchieta de Ciências Naturais
O Museu Anchieta de Ciências Naturais é um localizado em Porto Alegre, junto ao tradicional Colégio Anchieta.
Seu acervo é formado por mais de 4 mil exemplares de minerais e rochas do Rio Grande do Sul, exemplares da fauna sul-rio-grandense e cerca de 130 mil insetos. O acervo etnológico é representado por artesanatos, fotografias da cultura indígena do Mato Grosso, material lítico e cerâmicas da região sul do Brasil.
Foi fundado em 1908, pelo pesquisador Pe. Pio Buck, que iniciou a coleção de entomologia, minerais, fósseis, ictiologia e de ornitologia. Hoje, a bióloga museóloga Alana Cioato é a responsável pelo Museu, e conta com uma equipe formada pela museóloga Gabriela Machado Leindecker e estagiários.

## Histórico
A trajetória do Museu Anchieta está atrelada à história da instituição escolar e aos padres da Companhia de Jesus, que atuaram na escola como professores e junto ao Museu como cientistas e naturalistas, fazendo coleta, organização, identificação e estudo de coleções, produção e divulgação de pesquisas e intercâmbio científico.
O acervo do Museu Anchieta de Ciências Naturais começou a ser formado em 1908 pelo padre jesuíta Pio Buck, idealizador e grande responsável pelo desenvolvimento do Museu Escolar de História Natural do Colégio Anchieta , assim denominado na época. Percebe-se que o museu surge num momento em que outros grandes museus de ciências são criados no país, como comentado anteriormente. Padre Pio Buck realizou diversas excursões para coleta de material científico, percorrendo os estados do Rio Grande do Sul e Santa Catarina. Nesse contexto, o Museu tinha como principal atividade a pesquisa e a organização de coleções formadas a partir de exemplares da fauna e da flora do Rio Grande do Sul.
Sob a orientação do Pe. Pio e também do Pe. Balduíno Rambo, o museu alcançou reconhecimento em meio à comunidade acadêmica e científica, havendo diversos intercâmbios de materiais biológicos e documentação entre instituições renomadas. As trocas de acervo entre instituições com o objetivo de produção do conhecimento, insere o Museu Anchieta numa rede internacional de comunicação entre os museus de ciências. Observa-se, assim, a relevância deste Museu no contexto de sua criação em suas primeiras décadas de funcionamento no início do século XX e a permanência nas décadas seguintes de sua trajetória.
Outro importante episódio da história do Museu Anchieta aconteceu entre 1976 e 1984, quando a reforma do ensino propunha a criação de cursos técnicos nos colégios para o 2º grau. O Museu Anchieta passou a oferecer um Curso Técnico em Museologia, do qual participaram 549 alunos, resultando em muitos professores e pesquisadores, além de muitos estagiários e monitores que trabalharam pelo museu desde sua criação. Alguns professores e pesquisadores renomados passaram por essa experiência, como Ricardo Reis (Pontifícia Universidade Católica do Rio Grande do Sul); Paulo Buckup (Universidade Federal do Rio de Janeiro); Carla Penz (The University of New Orleans); Emílio Jeckel Neto (Ex-diretor do MCT-PUCRS); entre tantos outros.
O Museu Anchieta de Ciências Naturais recebeu esse nome a partir dos anos 1970. Com o falecimento do Pe. Pio Buck, em 1972, o Museu passou a ser coordenado pelo professor que durante muitos anos vinha trabalhando ao seu lado, auxiliando na coleta, classificação e organização da Coleção Entomológica (insetos), o professor Fernando Rodrigues Meyer. Sob sua coordenação, houve uma mudança intensa de contexto, onde o Museu não mais teria como foco a pesquisa científica e as coleções, mas as atividades pedagógicas e didáticas, sobretudo devido ao constante contato mantido entre ele e os alunos. De 2017 a 2021, o Museu Anchieta atuou sob a coordenação do professor José Francisco Flores, professor de Física do Colégio desde 1986, doutor em Educação em Ciências e Matemática pela PUCRS. Atualmente, a bióloga museóloga Alana Cioato é a responsável pela instituição.

## Acervo
Atualmente, o Museu Anchieta abriga um acervo de diversas tipologias, distribuído em coleções científicas, incluindo materiais biológicos, geológicos, arqueológicos e etnográficos. A Coleção de Entomologia (insetos) organizada pelo Pe. Pio, possui aproximadamente 130 mil exemplares; A Coleção de Ictiologia (peixes) mantém aproximadamente 12 mil amostras conservadas; dentre os 1245 lotes da Coleção de Paleontologia (fósseis), destaca-se o holótipo do gênero Cerritosaurus, que até então é o único exemplar já coletado para esse táxon; na Coleção de Botânica (plantas), parte do Herbarium Anchieta coletada pelo Pe. Balduíno Rambo, 716 exsicatas representam a flora brasileira; na Coleção de Herpetologia (Répteis e Anfíbios), se dispõe de 596 exemplares, dentre eles répteis e anfíbios conservados em álcool, taxidermizados, crânios e esqueletos; e ainda nas Coleções de Ornitologia (aves) e Mastozoologia (mamíferos), há a presença de 471 e 230 exemplares, respectivamente, taxidermizados. Ainda o museu conta com coleções de Aracnologia (aranhas), Malacologia (moluscos), Mineralogia e Petrologia (minerais e rochas), Arqueologia (artefatos líticos) e Etnografia (fotografias e artefatos de povos indígenas).
Possui um importante acervo bibliográfico e documental sobre a história do Museu e das Ciências Naturais. No âmbito educacional, se compromete com o estudo e ensino das ciências naturais por meio de diversas atividades, como aulas práticas, oficinas, visitas guiadas, cursos e exposições destinadas a alunos e professores da comunidade escolar em geral. Para isso, o Museu dispõe de uma Coleção Didática, passível de manipulação, composta por exemplares verdadeiros, réplicas, jogos e diversos objetos pedagógicos. Ainda sendo marcante o caráter educativo, as atividades de cunho científico diferenciam o Museu Anchieta de outros museus em espaço escolar, abrigando materiais de elevado valor para pesquisas, como por exemplo, os holótipos, que correspondem aos espécimes que serviram de base para a descrição de novos táxons.